# Affing

Affing térképe

Affing bajor falu Augsburgtól és Aichachtól 15 km-re található. A falu a következő településekből áll: Affing, Anwalting, Aulzhausen, Bergen, Frechholzhausen, Gebenhofen, Haunswies, Iglbach, Katzenthal, Miedering, Mühlhausen és Pfaffenzell.

## Fekvése
Meitingentől délkeletre fekvő település.

## Népesség
A település népessége az elmúlt időszakban az alábbi módon változott:
| Lakosok száma | 393  | 579  | 3559 | 4140 | 5242 | 5300 | 5359 | 5440 | 5543 | 5697 |
|               | 1864 | 1925 | 1970 | 1987 | 2012 | 2013 | 2015 | 2017 | 2021 | 2023 |

## Története
Affing és környéke az itt talált régészeti leletek alapján már a római időkben is lakott hely volt.  Nevét az írásos források  1040-ben említették először.1800 előtt a leydeni Hofmark grófok birtokai közé tartozott.

## Látnivalók Affingban
- Az affingi kastélyt a több hektáros erdővel együtt, a von Gravenreuth család vásárolta meg 1816-ban. A kastély kertjében tartják meg évente a híres affing karácsonyi vásárt.[2]
- Az Iglhof nemesi tanya, mely a 17. században épült
- Az affingi katolikus templom, mely a 19. század elején épült
- A várromok Mühlhausenben és Miederingben
- A Szent Mihály kapella 1698-ban készült

## Karácsonyi vásár
Minden évben, az adventi időszakában kerül megrendezésre a Németország szerte ismert affingi karácsonyi vásár. A vásár helyszínéül az affingi kastély udvara szolgál.

## Sport
A falu első csapata az FC Affing a bajor Landesliga élmezőnyébe tartozik, és 2008-ban a legjobb sváb csapatnak választották.

## Galéria

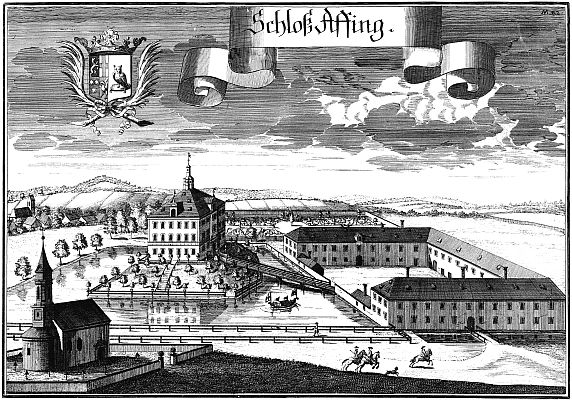
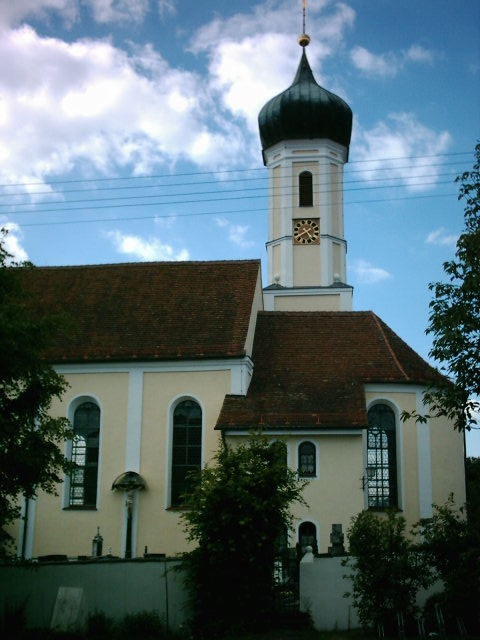
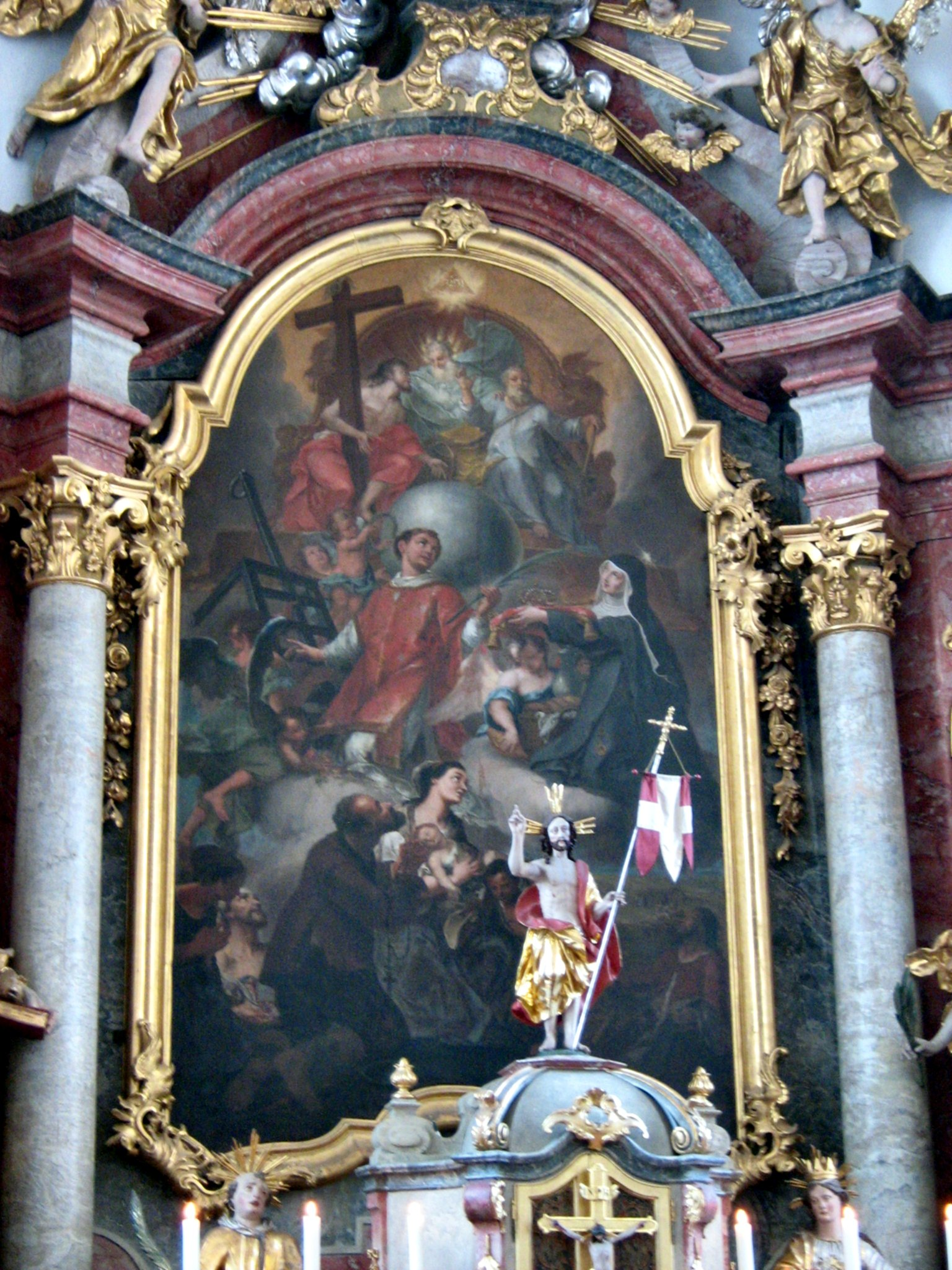
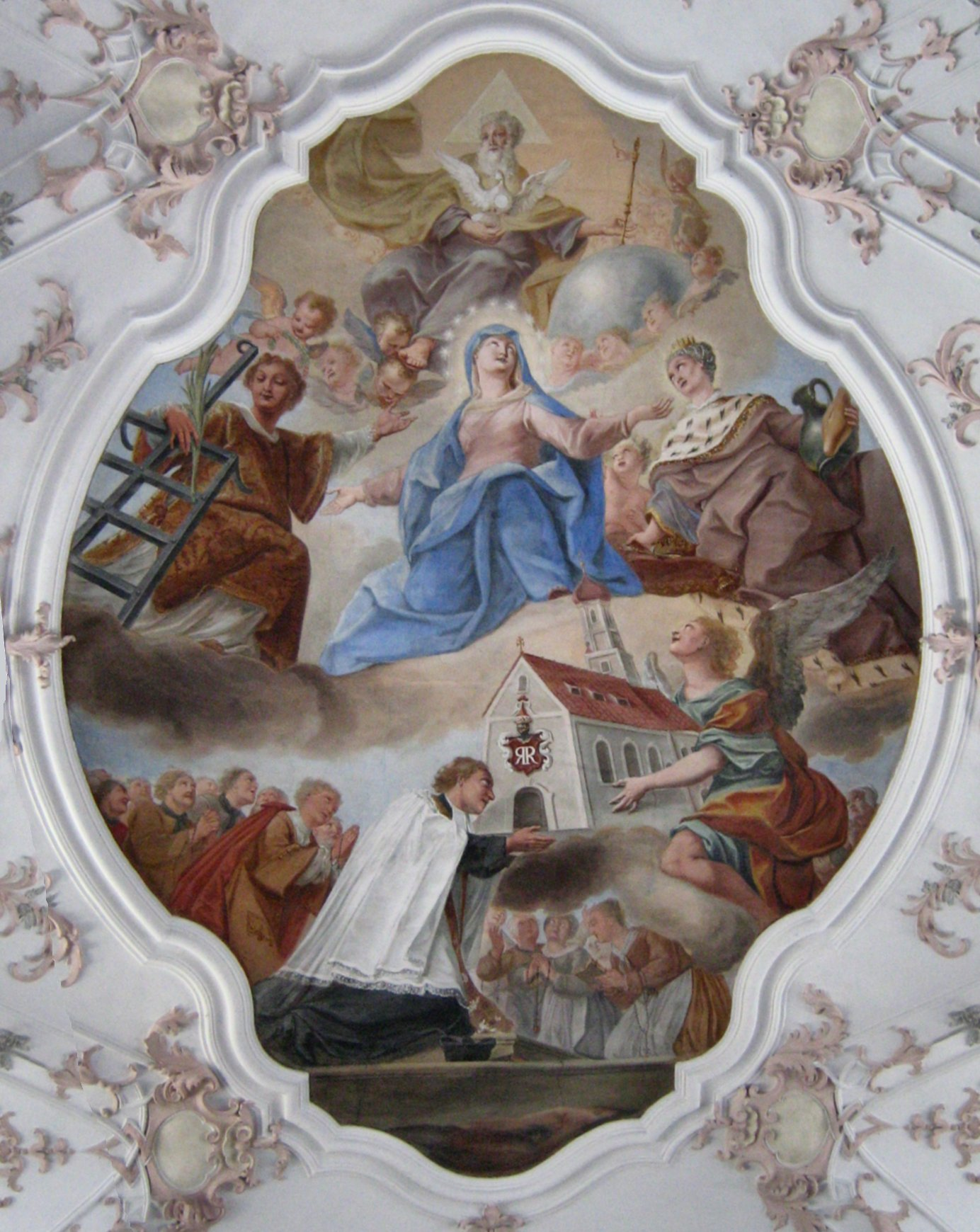
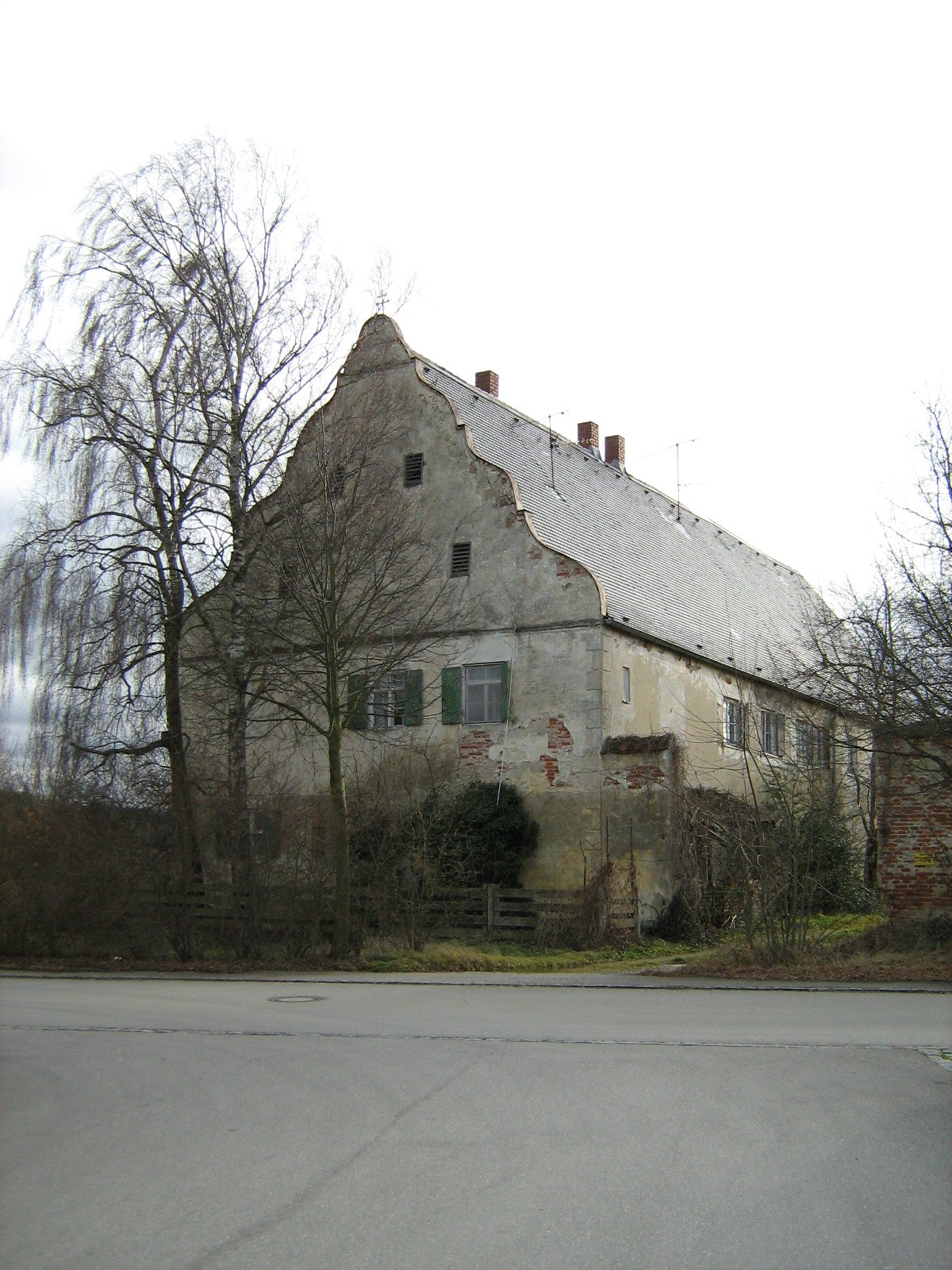
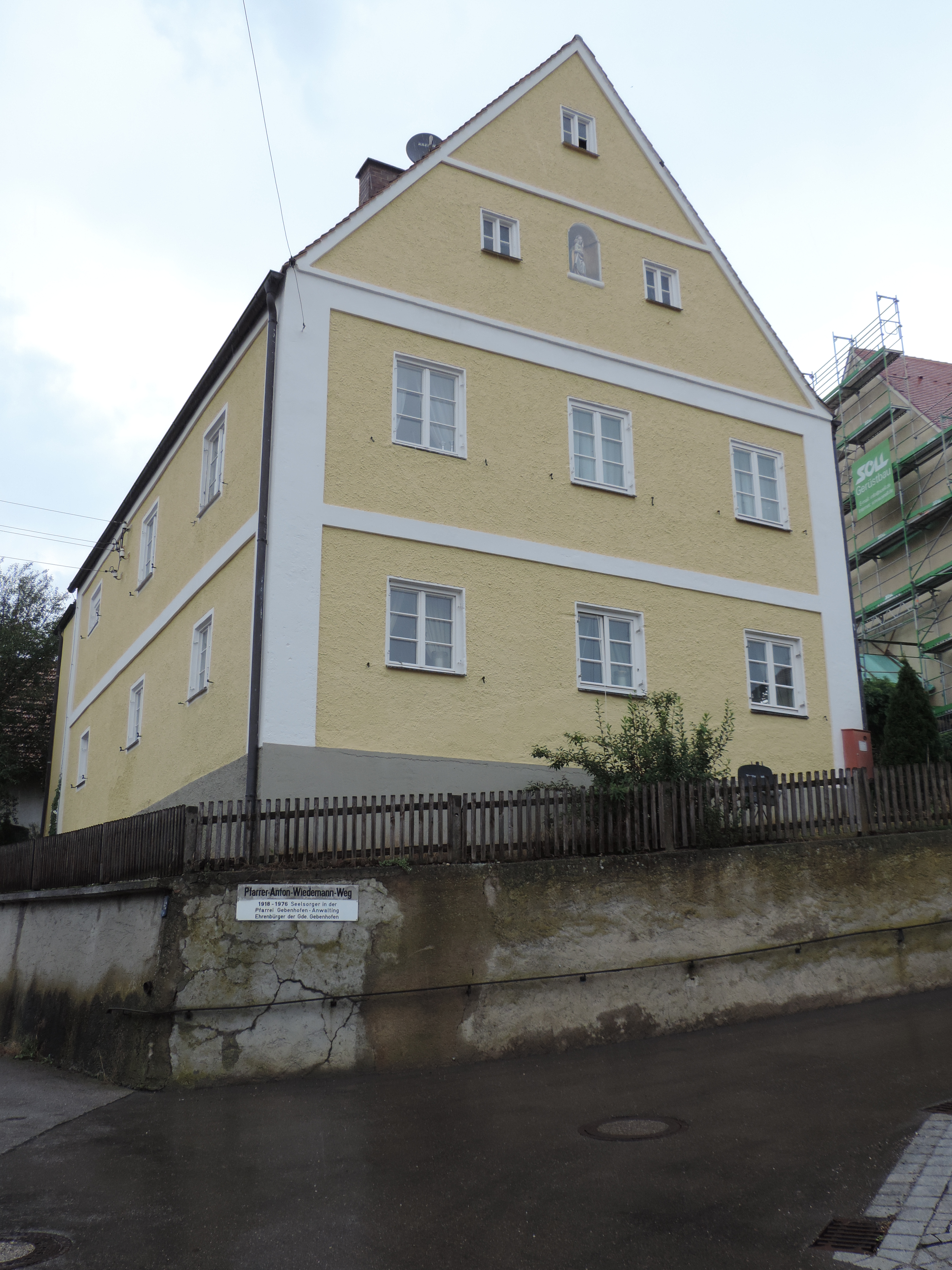
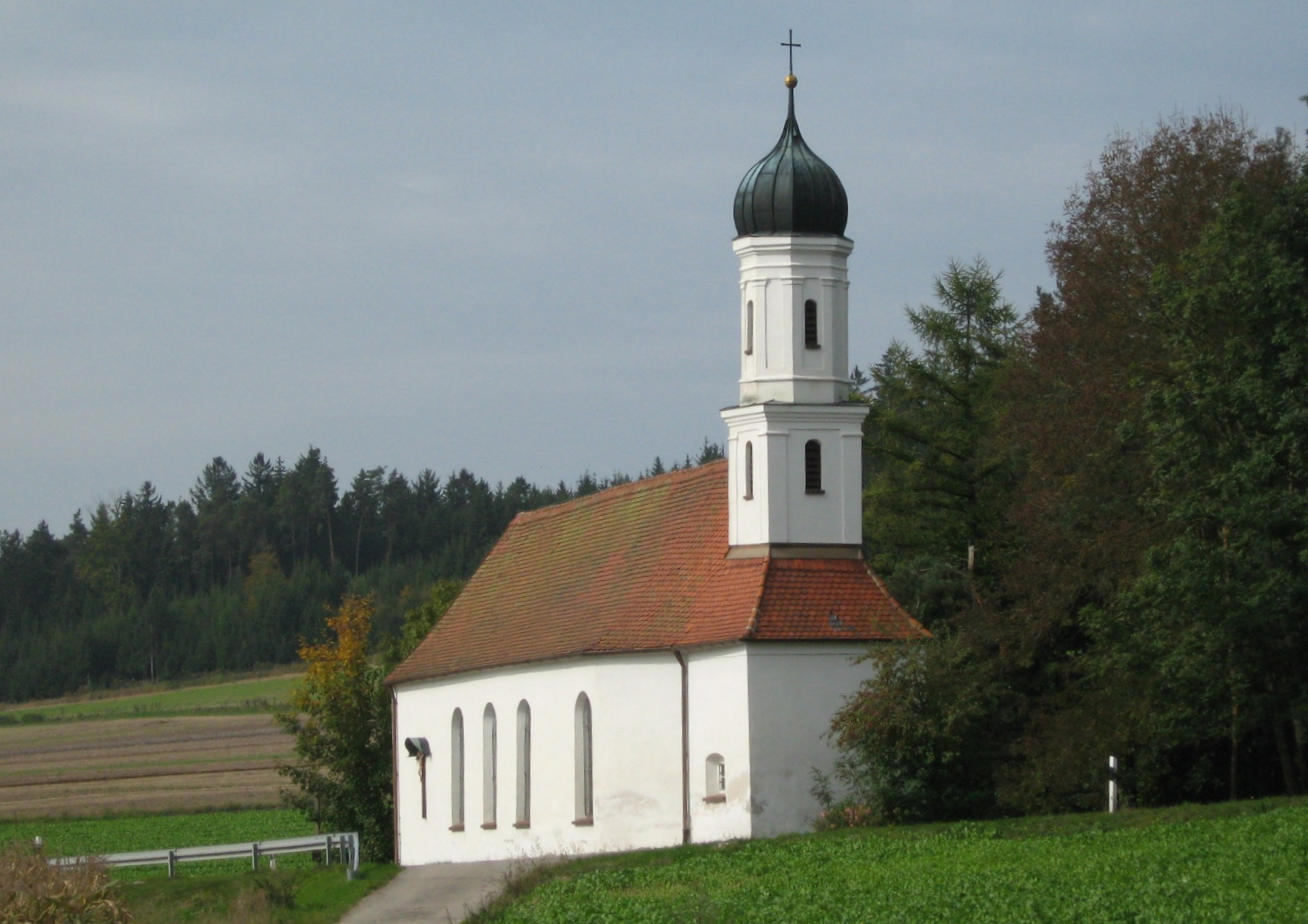
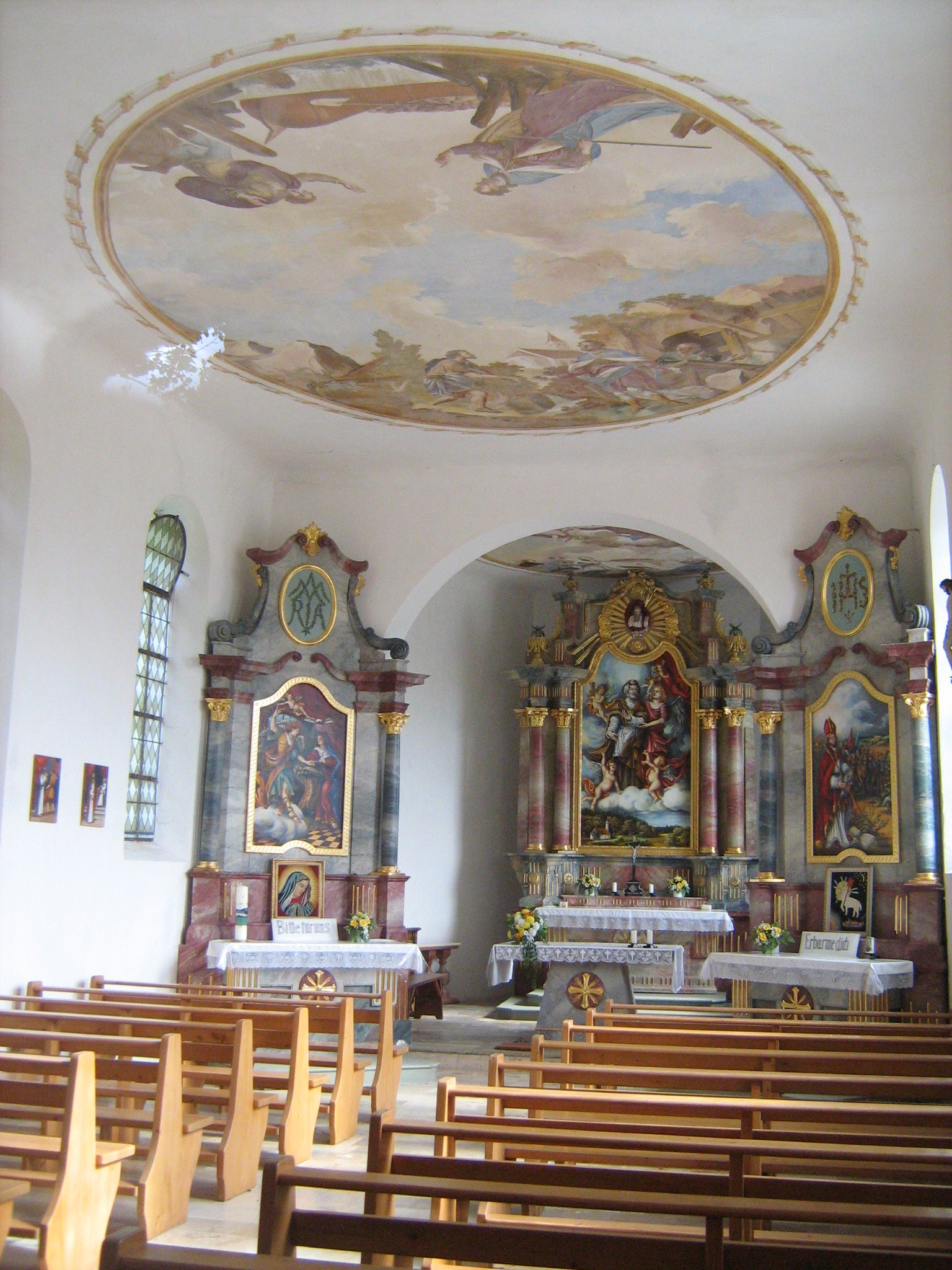